# O Setubalense
O Setubalense, o jornal mais antigo de Portugal continental, é um diário regional, publicado e em circulação no concelho e no distrito de Setúbal, fundado em 1 de julho de 1855, por João Carlos de Almeida Carvalho.